# Action directe en droit civil français
Pour les articles homonymes, voir Action directe (homonymie).
En droit français, l'action directe est le fait pour un créancier d'agir en justice en son nom et pour son compte contre le débiteur de son débiteur (art. 1341-3 du code civil). Si le tiers accepte de payer alors le paiement n'est valable qu'entre les mains du créancier auteur de l'action. Ce dernier ne sera pas en concurrence avec les autres créanciers du débiteur. L'action directe crée une préférence auprès d'un créancier.
L'action directe doit en principe être prévue par une loi, mais son succès fait qu'aujourd'hui elle peut être invoquée sans l'appui d'un texte à condition qu'elle ne porte pas atteinte de façon excessive à l'effet relatif des conventions (ancien article 1165 du code civil français devenu article 1199 avec la réforme du droit des contrats de 2016), ni ne confère au créancier un privilège.

## Domaines
La loi prévoit par exemple que :
- Le bailleur a une action directe en paiement du loyer contre le sous-locataire (article 1753 du code civil)
- Le sous-traitant a une action directe en paiement de la prestation sous-traitée vis-à-vis du maître de l'ouvrage (loi n°75-1334 du 31 déc. 1975, art. 6)
- voir aussi les articles 1798 et 1994 du code civil, ainsi que l’article L. 124-3 du code des assurances.

Il existe différentes sortes d'action directe :
- imparfaites (elles ne permettent pas l'immobilisation de la créance du débiteur intermédiaire contre le sous-débiteur avant que le créancier n'ait exercé ses poursuites),
- parfaites (bloquent la créance intermédiaire dès sa naissance),
- « vraies » (son titulaire a un droit exclusif, il ne partagera pas son bénéfice avec d'autres créanciers),
- « fausses » (elles sont transmises comme accessoires de la chose vendue).

Grâce à cette action, le créancier exerce alors le droit de son débiteur (avec ses accessoires et ses limites), ainsi qu'un droit propre.
À ne pas confondre avec son antonyme juridique qui est l'action oblique, qui est aussi le fait d'agir contre le débiteur de son débiteur, mais au nom du débiteur et non en son nom propre.